# HTC HD2
HTC HD2 (inaczej: HTC T8585, pełna nazwa: HTC Touch HD2 T8585) – smartfon firmy HTC działający domyślnie pod kontrolą systemu Windows Mobile 6.5. Jest następcą modelu Touch HD i poprzednikiem modelu HD7. Zaprezentowany został w październiku 2009 roku.

## Opis
Wśród telefonów z Windows Mobile jako pierwszy wyposażony został w pojemnościowy ekran dotykowy (o przekątnej 4,3 cala, wspierający technologię multi-touch) oraz HTC Sense, jest to także drugi (po Toshiba TG01) smartfon z procesorem Qualcomm Snapdragon. Dzięki wgranej nakładce HTC Sense, można logować się do Facebooka czy YouTube.

## Akcesoria
Wśród dostępnych oficjalnych, opcjonalnych akcesoriów jest m.in. specjalny rysik, kompatybilny z pojemnościowym ekranem zastosowanym w HD2, bateria o większej pojemności (2300 mAh), a także uchwyt samochodowy.

## Modyfikacje
Dzięki nieoficjalnym modyfikacjom jest możliwe zainstalowanie na telefonie systemów takich jak Android, Windows Phone 7, Ubuntu, ArchLinux, Slackware, MeeGo oraz Firefox OS. Dostępne są także zmodyfikowane wersje domyślnie zainstalowanego na HD2 Windows Mobile. Posiadacze HD2 mogą instalować modyfikacje w celu poprawy działania telefonu i zwiększenia jego możliwości.